# Unione delle Forze Riformiste di Jugoslavia
L'Unione delle Forze Riformiste di Jugoslavia (in serbo-croato: Savez reformskih snaga Jugoslavije) è stato un partito politico liberale jugoslavo, esistito fra il 1990 e il 1991.

## Storia
Il partito venne fondato dall'ultimo premier jugoslavo Ante Marković nel luglio 1990, prefiggendosi come obiettivo il mantenimento della Federazione Jugoslava e il passaggio graduale da un'economia di tipo socialista-statalista a un'economia liberista.
Il partito venne sconfitto alle prime elezioni politiche nel 1990 in tutte le repubbliche jugoslave, ottenendo qualche risultato rilevante solo in Bosnia ed Erzegovina, Macedonia e Montenegro. L'opzione unionista propugnata da questa formazione politica venne infatti surclassata dall'affermazione degli schieramenti nazionalisti e separatisti.
La fine della Federazione e la conseguente guerra civile portarono ben presto anche alla fine del partito. Dal suo scioglimento si formarono altri partiti a livello nazionale: l'Alleanza Civica di Serbia e l'Alleanza dei Socialdemocratici Indipendenti e i Socialdemocratici in Bosnia ed Erzegovina, il Partito Liberale di Macedonia e il Partito Socialdemocratico e l'Alleanza Liberale in Montenegro.